# Ignaberga socken
Ignaberga socken i Skåne ingick i Västra Göinge härad, ingår sedan 1971 i Hässleholms kommun och motsvarar från 2016 Ignaberga distrikt.
Socknens areal är 29,0 kvadratkilometer varav 28,8 land. År 2000 fanns här 464 invånare. En del av Hässleholm, Tykarpsgrottan samt kyrkbyn Ignaberga med sockenkyrkorna Ignaberga gamla kyrka och Ignaberga nya kyrka ligger i socknen.

## Administrativ historik
Socknen har medeltida ursprung. 
Vid kommunreformen 1862 övergick socknens ansvar för de kyrkliga frågorna till Ignaberga församling och för de borgerliga frågorna bildades Ignaberga landskommun. Landskommunen uppgick 1952 i Stoby landskommun som 1971 uppgick i Hässleholms kommun. Församlingen uppgick 2006 i en återbildad Stoby församling som 2014 uppgick i Hässleholms församling.
1 januari 2016 inrättades distriktet Ignaberga, med samma omfattning som församlingen hade 1999/2000.  
Socknen har tillhört län, fögderier, tingslag och domsagor enligt vad som beskrivs i artikeln Västra Göinge härad. De indelta soldaterna tillhörde Norra skånska infanteriregementet, Västra Göinge kompani och Skånska husarregementet, Sandby skvadron, Sandby kompani.

## Geografi
Ignaberga socken ligger sydost om Hässleholm med Nävlingeåsen i sydväst. Socknen odlad slättbygd i norr och skogsbygd i söder.
Byarna som ingår i Ignaberga socken är Ignaberga, Tykarp, Attarp, Brödåkra, Vedhygge, Gulastorp, Troedstorp och Ignaberga station.

## Fornlämningar
Från bronsåldern finns gravrösen. Från järnåldern finns stensättningar, en domarring och resta stenar.

## Namnet
Namnet skrevs 1222 Ecnabiarhum och kommer från kyrkbyn. Efterleden är berg. Förleden innehåller troligen ekin, 'ekbevuxen'..